# 月亮街
《月亮街》是中国大陆1998年制作完成并上映的一部系列电视动画，于1995年开始筹备和拍摄，由中国中央电视台、河北电视台和河北教育出版社联手制作和出品。该作品由李捷执导，讲述的是一个城市里有一群不爱学习的孩子们，而他们在对抗老鼠魔王后逐渐学会了责任等东西。

## 剧情
有一群不爱学习的孩子们居住在月亮街，有一日，鼠族魔王来到了这里，后来在与鼠族对抗的时候，孩子们逐渐学会了承担责任。

## 電視原聲
在动画的制作过程中，为更好的带给广大小朋友以声乐的美感，动画中制作了多达几十首歌的系列动画片，这使得整部动画制作的工作量加大，难度也提高，为把《月亮街》这部系列动画片制作成功( 尤其是后期音乐方面)，邀请了知名度高，并有丰富创作经验的作曲家温中甲老师以及著名演员解小东、白雪共同加盟参与创作和录制工作。
| 曲序 | 曲目                 |      | 作曲   | 编曲   | 演唱                         |
| ---- | -------------------- | ---- | ------ | ------ | ---------------------------- |
| 1.   | 月亮街之歌（片头曲） | 凯传 | 温中甲 | 温中甲 | 解小東（合唱：东城区少年宫） |
| 2.   | 美梦歌（片尾曲）     | 凯传 | 温中甲 | 温中甲 | 白雪（合唱：东城区少年宫）   |

## 外部連結
- 豆瓣电影上《月亮街》的資料 （简体中文）
- 在线观看